# Brooke Fraser
Brooke Gabrielle Fraser Ligertwood (Wellington, 15 dicembre 1983) è una cantautrice neozelandese.
Ha debuttato nel 2003 con l'album What to Do with Daylight, per poi pubblicare Albertine nel 2006 e Flags nel 2010. Acclamata fin dal debutto nel suo paese d'origine, la Nuova Zelanda, ha debuttato negli Stati Uniti nel 2008 con una versione speciale del suo secondo album e nel 2011 nell'Europa con il singolo Something in the Water, che aveva già riscosso parecchio successo in Nuova Zelanda.

## Biografia
Figlia maggiore di Bernie Fraser, ex rugbista già negli All Blacks, e di Lynda, cresce nel sobborgo di Naenae a Lower Hutt e frequenta prima la Dyer Street School, successivamente la Naenae Intermediate School e infine il  Naenae College.
Studia pianoforte tra i sette e i diciassette anni, a quindici impara a suonare la chitarra acustica da autodidatta e compone i suoi primi testi a dodici anni.
È membro attivo della chiesa evangelica Hillsong e ha contribuito con il suo talento musicale alla registrazione di vari progetti della casa discografica associata.

## Carriera musicale

### What to Do with Daylight
Scoperta dal batterista del gruppo musicale Elemento P Scotty Pearson, nel 2002 ha firmato un contratto discografico con la nota etichetta discografica Sony.
Il suo debutto discografico risale agli ultimi mesi del 2003, con la pubblicazione dell'album di debutto What to Do with Daylight, anticipato dal singolo Better. Il brano ha raggiunto la terza posizione della classifica neozelandese mentre il disco ha riscosso un notevole successo sempre in Nuova Zelanda, dove ha raggiunto la vetta della classifica vendendo più di 105 000 copie e venendo certificato sette volte disco di platino. Dal primo fortunato disco sono stati estratti come singoli anche i brani Lifeline, Saving the World, Arithmetic e Without You.

### Albertine
Nel dicembre 2006 è stato pubblicato il suo secondo disco, intitolato Albertine,  anticipato dal singolo Deciphering Me. Come il precedente, anche questo album ha raggiunto la vetta della classifica neozelandese entrando anche in quella australiana; anche il singolo ha ottenuto un buon risultato, piazzandosi al quarto posto in classifica Sono stati poi pubblicati altri due singoli, Shadowfeet, di discreto successo, e la title track Albertine, che tuttavia non è entrata in classifica. Questo disco ha anche segnato l'esordio della cantautrice, che scrive tutti i pezzi contenuti nei suoi lavori, negli Stati Uniti.

### Il successo diSomething in the WatereFlags
Nell'agosto 2010 è stato pubblicato nel mercato neozelandese il singolo Something in the Water, che ha riscosso un notevole successo di vendite piazzandosi in vetta alla classifica locale. Il singolo ha anticipato l'uscita del suo terzo album, Flags, pubblicato nella sua terra natale nell'ottobre successivo e che ha confermato il risultato dei precedenti, piazzandosi anch'esso al primo posto della classifica neozelandese e al terzo di quella australiana. Successivamente è stato pubblicato anche il singolo Betty.
Nel gennaio 2011, grazie al successo del singolo Something in the Water in Nuova Zelanda, la casa discografica ha diffuso il brano anche in Europa, facendo così esordire la cantautrice in paesi in cui non aveva ancora debuttato.

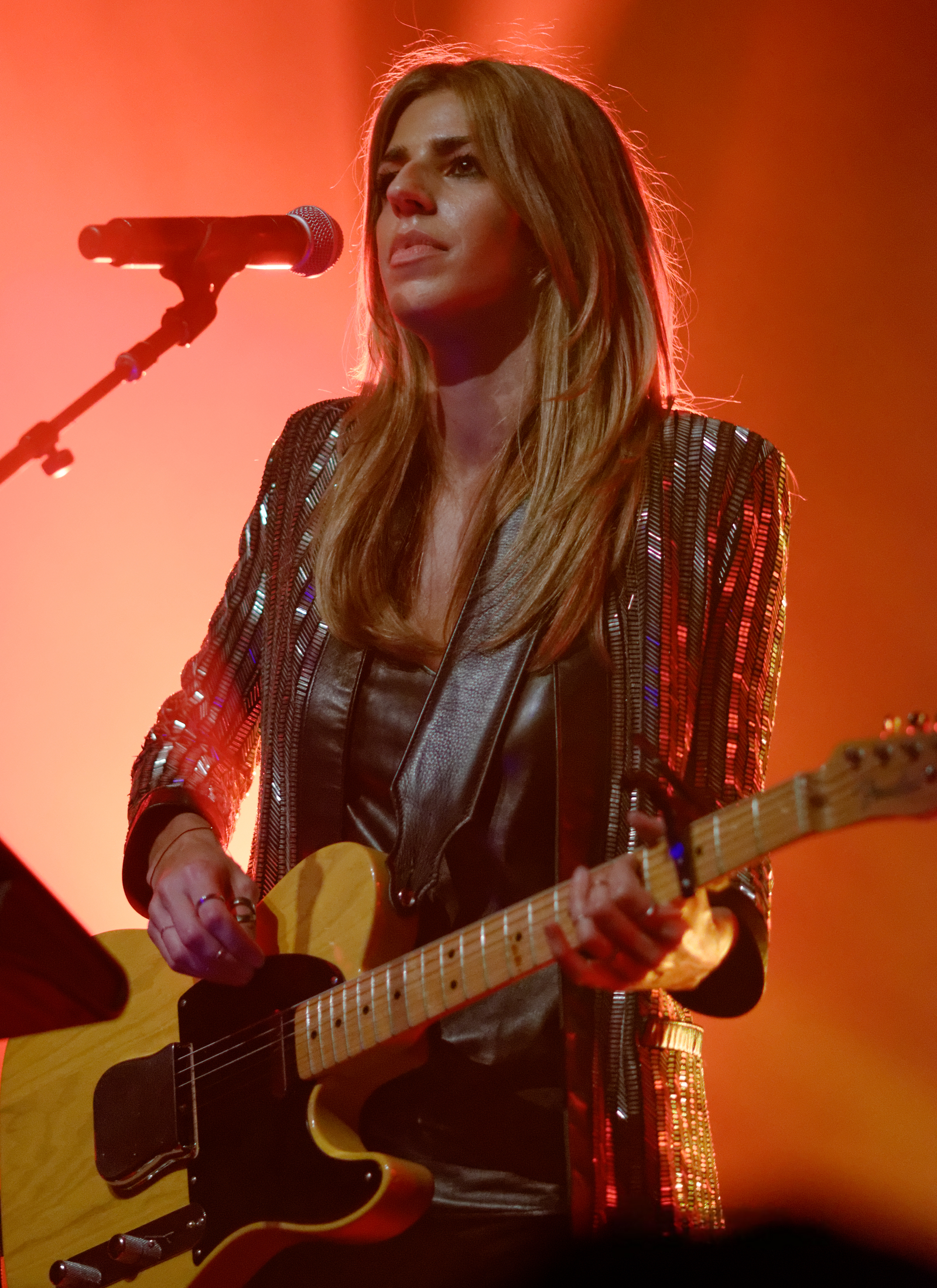
Brooke Fraser in concerto nel 2015

## Discografia

### Album in studio
- 2003 – What to Do with Daylight
- 2006 – Albertine
- 2010 – Flags
- 2014 – Brutal Romantic

### Album dal vivo
- 2008 – Live at the Aotea

### Raccolte
- 2016 - [A] Sides

### Singoli
- 2003 – Better
- 2003 – Lifeline
- 2004 – Saving the World
- 2004 – Arithmetic
- 2005 – Without You
- 2006 – Deciphering Me
- 2007 – Shadowfeet
- 2007 – Albertine
- 2010 – Something in the Water
- 2010 – Betty
- 2011 – Coachella
- 2012 – "Feel Inside (And Stuff Like That)" (Flight of the Conchords)
- 2014 – Psychosocial
- 2014 – Kings and Queens
- 2014 – Je suis pret
- 2015 - Team, Ball, Player, Thing" (#KiwisCureBatten featuring Lorde, Kimbra, Brooke Fraser, et al.)
- 2016 - Therapy